# Nadškofija Gatineau-Hull
Nadškofija Gatineau-Hull je bivša rimskokatoliška nadškofija s sedežem v Hullu (Kanada).

## Nadškofje
- Roger Ébacher (31. oktober 1990-28. oktober 2005)